# Santiago González Portillo
Santiago González Portillo (Zacapa; 25 de julio de 1818-San Salvador; 1 de agosto de 1887) fue un militar y político guatemalteco, nacionalizado salvadoreño, que fue Presidente de la República de El Salvador entre 1871 y 1876.

## Biografía
González era un liberal guatemalteco que se exilió en El Salvador, en la década de 1850, huyendo de la persecución del gobierno conservador de Rafael Carrera. En el gobierno del presidente Gerardo Barrios, ocupó diversos cargos públicos. El 21 de febrero de 1862 fue nombrado Primer Designado a la Presidencia de la República y elegido Presidente de la Legislatura de El Salvador 1862 a 1863. Al estallar la guerra entre El Salvador y Guatemala a principios de 1863, fue nombrado Comandante militar del fronterizo Departamento de Santa Ana. En julio de 1863, pactó con Rafael Carrera, que encabezaba el ejército guatemalteco y reconoció al conservador Francisco Dueñas como nuevo presidente, desconociendo al gobierno de Gerardo Barrios 

### Gobierno de Dueñas
En el gobierno de Dueñas, el mariscal González se desempeñó como Ministro de Guerra (1863-1871). En 1865, encabezó el tribunal militar que juzgó y condenó a muerte a Gerardo Barrios por intentar dirigir una insurrección popular. Mientras ocupaba el cargo de ministro se casó en San Salvador el 1 de marzo de 1866 con la salvadoreña Soledad Fortis. 

### Presidencia

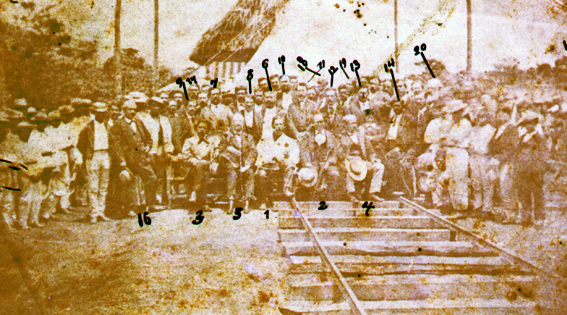
Gabinete del Mariscal Santiago González. circa (1873). Se desempeñó como ministro de guerra de El Salvador desde 1863 hasta abril de 1871. Encabezó una revolución en 1871 en la que el gobierno conservador fue derrocado, y enmendó la constitución.

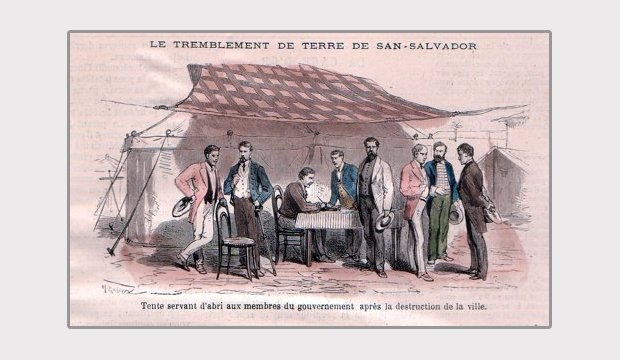
En 1873, el presidente y mariscal de campo Santiago González Portillo emite un decreto ejecutivo, mediante el cual ordena la reconstrucción inmediata de la ciudad de San Salvador, devastada dos días antes por el Gran Terremoto de San José.

El 12 de abril de 1871, derrocó a Dueñas mediante un golpe de Estado y asumió la presidencia provisional de la república. Convocó a una Asamblea Constituyente que estableció la nueva Constitución Política de la República en 1871, en virtud de la cual, el mariscal González fue elegido presidente para el período constitucional 1872-1874. Sin embargo, en julio de 1872 asume la dictadura y convoca a una nueva Asamblea Constituyente que consagra la Constitución Política de la República de 1872, en virtud de la cual, el mariscal González es reelecto para el período 1872-1876.
Durante su gobierno, adoptó una política liberal, promulgó la legislación (en 1872) donde se estableció la libertad de cultos, la secularización de los cementerios, la legalización del divorcio y el matrimonio civil, la introducción de la educación laica y de supresión de las órdenes religiosas. Desde el 21 de junio de 1875 hasta el 13 de noviembre, el país estaba en un estado de sitio por causa de atentados en la ciudad de San Miguel durante el 20, 21 y 22 de junio. Entregó el poder el 1 de febrero de 1876, al terrateniente cafetalero Andrés Valle 

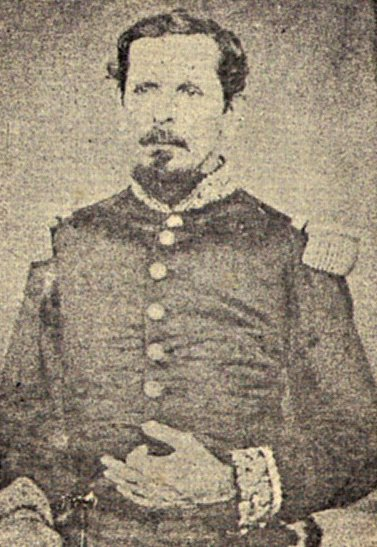
El 1 de agosto de1887, en la ciudad de San Salvador, fallece el mariscal de campo Santiago González Portillo (Zacapa, Guatemala, 25 jul 1818), Presidente de la República entre 1871 y 1876.

Según Thomas Anderson, autor del libro Matanza, durante su gobierno, en el municipio de Izalco hubo un levantamiento indígena, en el año 1872 debido a un prolongado descontento y resentimiento racial entre ladinos e indios de Izalco.